# Colère froide (film, 1976)
Pour les articles homonymes, voir Colère froide.
Pour plus de détails, voir Fiche technique et Distribution.
Colère froide (Fighting Mad) est un film américain réalisé par Jonathan Demme et sorti en 1976.

## Synopsis
Dans l'Arkansas, une entreprise tente de faire pression sur un groupe d'agriculteurs et d'éleveurs pour ce derniers vendent leurs terres afin de pouvoir en extraire du charbon. La famille Hunter, farouchement fière et têtue, refuse de céder. Cela conduit à un conflit amer qui fait plusieurs victimes. Tom Hunter, un homme sans histoires, va se lancer dans une quête de vengeance avec son arc et de ses flèches.

## Fiche technique
Sauf indication contraire, les informations mentionnées dans cette section peuvent être confirmées par la base de données cinématographiques IMDb,  présente dans la section « Liens externes ».
- Titre original : Fighting Mad
- Titre français : Colère froide
- Réalisation et scénario : Jonathan Demme
- Musique : Bruce Langhorne
- Montage : Anthony Magro
- Photographie : Michael W. Watkins
- Sociétés de production : Santa Fe Productions
- Distribution : 20th Century Fox (États-Unis)
- Pays de production :  États-Unis
- Durée : 90 minutes
- Dates de sortie[1] :
  - France : 18 août 1976
  - États-Unis : 8 octobre 1976

## Distribution
- Peter Fonda : Tom Hunter
- Gino Franco : Dylan Hunter
- Harry Northup : le shérif Len Skerritt
- Philip Carey : Pierce Crabtree
- Noble Willingham : le sénateur Hingle
- John Doucette : Jeff Hunter
- Scott Glenn : Charlie Hunter
- Lynn Lowry : Lorene Maddox
- Kathleen Miller : Carolee Hunter
- Ted Markland : Hal Fraser